# Henry Hackman
Wilhelm Henry Woldemar Hackman, född 28 mars 1876 i Viborg, Finland, död 25 juli 1950 i Helsingfors var en finländsk industriman, som erhöll bergsråds titel.
Henry Hackkman var son till Wilhelm Hackman (1842–1925). Han avlade examen 1898 vid Evois forstinstitut och var sedan verksam vid familjeföretaget Hackman & Co:s skogsavdelning, där han blev chef 1900. Han blev styrelsemedlem i företaget 1924 och seniorchef 1926.
På hans initiativ anlades 1927 en cellulosafabrik i S:t Johannes, Karelska näset. Liksom stora delar av företagets skogar tillföll den Sovjetunionen efter andra världskriget. 
Henry Hackman erhöll bergsråds titel 1930.